# Chapotán
Chapotán är en ort i Mexiko.   Den ligger i kommunen Tamazula och delstaten Durango, i den centrala delen av landet, 1 000 km nordväst om huvudstaden Mexico City. Chapotán ligger 334 meter över havet och antalet invånare är 243.
Terrängen runt Chapotán är kuperad. Runt Chapotán är det mycket glesbefolkat, med 6 invånare per kvadratkilometer. Närmaste större samhälle är Tamazula, 10,3 km väster om Chapotán. I omgivningarna runt Chapotán växer huvudsakligen savannskog.